# Kurt Ahrens Jr.
Kurt Ahrens Jr. (Braunschweig, Alemanha, 19 de abril de 1940) é um antigo piloto alemão de automobilismo que ocasionalmente participava do Grande Prêmio da Alemanha de Fórmula 1. 
Kurt Ahrens Jr. começou a correr em 1958 na Fórmula 3 e foi campeão alemão da Fórmula Junior em 1961 e 1963. Depois ele correu na Fórmula 2 e estava presente quando Jim Clark morreu em Hockenheim em 1968.
Kurt dividiu a vitória com Jo Siffert nos 1000km da Áustria em 1969. No ano seguinte, ele associou-se com Vic Elford para vencer os 1000km de Nürburgring. Ele aposentou-se em 1971.